# Licrooides umbilicatus
Licrooides umbilicatus är en stekelart som beskrevs av Gibson 1989. Licrooides umbilicatus ingår i släktet Licrooides och familjen hoppglanssteklar. Inga underarter finns listade i Catalogue of Life.